# Wohn- und Teilhabegesetz (Sachsen-Anhalt)
Das Gesetz über Wohnformen und Teilhabe des Landes Sachsen-Anhalt (WTG LSA), das in einigen wesentlichen Teilen das Heimgesetz des Bundes ablöst, ist am 9. Dezember 2010 im Landtag beschlossen und am 25. Februar 2011 im Gesetz und Verordnungsblatt des Landes (GVBl. LSA S. 136) verkündet worden, somit am 26. Februar 2011 in Kraft getreten.

## Grund der gesetzlichen Regelung
Das Heimrecht ging mit der Föderalismusreform I auf den Landesgesetzgeber über, da im Rahmen der konkurrierenden Gesetzgebung gemäß Art. 74 Abs. 1 Nr. 7 Grundgesetz (GG) der Bundesgesetzgeber nur noch für die öffentliche Fürsorge, ohne das Heimrecht zuständig ist. Auf eine Regelung bezüglich der Sicherungsregelungen z. B. §§ 14 ff HeimG, wurde bewusst verzichtet und damit ein Regelungsraum für den Landesgesetzgeber geschaffen.
Mit dem Wohn- und Betreuungsvertragsgesetz (WBVG) vom 1. Mai 2010 hat der Bundesgesetzgeber den zivilrechtlichen Teil des Heimwesens seiner Gesetzgebung wieder unterstellt.
Bei dem Gesetz über Wohn- und Teilhabe des Landes Sachsen-Anhalt handelt es sich daher nur noch um die „ordnungsrechtliche Flankierung“ und damit um eine ordnungsrechtliche Begleitung des WBVG des Bundesgesetzgebers.
Das sachsen-anhaltische Wohn- und Teilhaberecht nimmt folgende Punkte auf:
- Entbürokratisierung des Heimrechts;
- Schutzbedürfnisse der betroffenen Menschen unter Berücksichtigung der aktuellen betreuungs- und pflegewissenschaftlichen Erkenntnisse;
- Erweiterung des Anwendungsbereiches auf neue und alternative Wohn-, Pflege-Betreuungsformen;
- Keine Anwendung auf die teilstationären Formen der Betreuung, sowohl in der Behindertenhilfe, als auch in der Pflege;
- Aufbau eines abgestuften Ordnungsrechtes, entsprechend der strukturellen Abhängigkeit der Bewohner von Trägern der stationären Einrichtung oder sonstiger Wohnformen.

## Selbstgewählte Wohnform / freie Wählbarkeit der Leistungen
Selbstorganisierte Wohnformen unterliegen nicht der staatlichen Kontrolle und die Gesetzgebung sieht hier nur ein Recht auf Beratung durch die zuständigen Behörden vor.
Das Gesetz findet keine Anwendung für die Form des betreuten Wohnens. Die mietrechtliche Wohnraumüberlassung, die lediglich mit allgemeinen Unterstützungsleistungen kombiniert ist, also nicht mit Pflege- und Betreuungsleistungen, und die rechtlich und tatsächlich frei wählbar ist, unterliegt nicht dem Wohn- und Teilhabegesetz.
Das entscheidende Kriterium für den erforderlichen Schutz der Betroffenen ist abhängig vom Grad der strukturellen Abhängigkeit des Bewohners.

## Gliederung des Wohn- und Teilhabegesetzes
Das Gesetz ist in sechs Abschnitte gegliedert.
Der erste Abschnitt definiert den Zweck und den Anwendungsbereich des Gesetzes. Das Gesetz gilt für stationäre Einrichtungen und sonstige nicht selbstorganisierte Wohnformen, bei diesen gibt es allerdings nur einen Anspruch auf Beratung.
Im Weiteren wird eine Differenzierung nach den drei Kategorien gemeinschaftlicher Wohnformen vorgenommen und zwar für volljährige ältere, pflegebedürftige oder behinderte Menschen, die ordnungsrechtlich differenziert behandelt werden. Diese Menschen leben in unterschiedlichen Einrichtungen, die vom Gesetzgeber definiert werden:

### § 6 Ausschluss vom Anwendungsbereich
Das „betreute Wohnen“, also eine Wohnform, bei der neben der Überlassung des Wohnraums lediglich allgemeine Unterstützungsleistungen von untergeordneter Bedeutung erbracht werden, fällt nicht in den Anwendungsbereich des Gesetzes.
Dieses Gesetz ist auch nicht anzuwenden auf teilstationäre
- Einrichtungen der Tages- und Nachtpflege im Sinne des § 41 Abs. 1 SGB XI;
- Einrichtungen der Hilfe für Menschen mit Behinderungen;
- Tagesstätten, Tagesförderstätten und Werkstätten für Menschen mit Behinderungen im Sinne des § 136 SGB IX;
- Krankenhäuser sowie – nunmehr auch – Vorsorge- und Rehabilitationseinrichtungen nach § 107 SGB V sowie Einrichtungen und Internate für die Berufsvorbereitung;
- Berufsbildung in Trägerschaft der Berufsbildungs- und Berufsförderwerke nach § 35 SGB IX ausdrücklich vom Anwendungsbereich ausgenommen.

### Regelungen des 2. Abschnittes
Die Stärkung der Selbstbestimmung und Teilhabe sowie des Verbraucherschutzes stehen im Fokus des zweiten Abschnittes des Gesetzes.
Regelungen zur
- Verbesserung der Beratung (§ 7),
- Erhöhung der Transparenz und der Informationen für Verbraucher (§ 8),
- Mitwirkung der Bewohnerinnen und Bewohner (§ 9),
- Öffnung des Gemeinwesens unter Einbeziehung bürgerschaftlichen Engagements (§ 10).

Dieser Abschnitt des Gesetzes dient damit in besonderer Weise dem Verbraucherinteresse und dem Verbraucherschutz.

### Regelungen des 3. Abschnitts
Dieser Abschnitt enthält die Vorschriften für die stationären Einrichtungen.

### Regelungen des 4. Abschnitts
Dieser Absatz umfasst die Vorschriften für sonstige Wohnformen. Er beschreibt die  Qualitätsanforderungen an sonstige, nicht selbstorganisierte Wohnformen, die ebenfalls dem abgestuften Ordnungsrecht unterliegen.
Geregelt  werden in diesem Abschnitt:
- die Qualitätsanforderungen für trägergesteuerte, ambulant betreute Wohngemeinschaften (§ 16), sowie
- die Qualitätsanforderungen für betreute Wohngruppen für Menschen mit Behinderungen (§ 17),
- die Anzeigepflichten (§ 18) für diese besonderen Wohnformen.

### Regelungen des 5. Abschnitts
Die Aufgaben und Befugnisse der zuständigen Behörde werden in diesem Abschnitt definiert und die staatliche Aufsicht zum Schutz der Bewohner wird hier konkret ausgestaltet.

### Regelungen des 6. Abschnitts
Ordnungswidrigkeiten, Zuständigkeiten, Verordnungsermächtigen und Schlussregelungen enthält dieser letzte Abschnitt. Insbesondere werden gesetzlich geregelt:
- die erforderlichen Bußgeldbestimmungen (§ 31),
- die Bestimmung der für die Durchführung dieses Gesetzes zuständigen Behörde (§ 32),
- die Ermächtigungsgrundlagen zum Erlass der für die Durchführung dieses Gesetzes  erforderlichen Rechtsverordnungen (§ 33),
- die Schlussbestimmungen zur Einschränkung von Grundrechten (§ 34) und
- zur übergangsweisen Fortgeltung der Rechtsverordnungen nach dem Heimgesetz (§ 35), sowie
- die Regelungen zum Inkrafttreten des Gesetzes (§ 36).

Es gelten daher in Sachsen-Anhalt weiterhin
- Heimpersonalverordnung, aufgrund § 3 Heimgesetz;
- Heimmitwirkungsverordnung;
- Heimbauverordnung vom 27. Januar 1978;
- Heimsicherungsverordnung.

Die Regelungen treten erst dann außer Kraft, wenn der Landesgesetzgeber aufgrund der Ermächtigungsgrundlage des §§ 33 WTG-LSA eigene Erlasse veröffentlicht hat.